# Imperial Bedroom

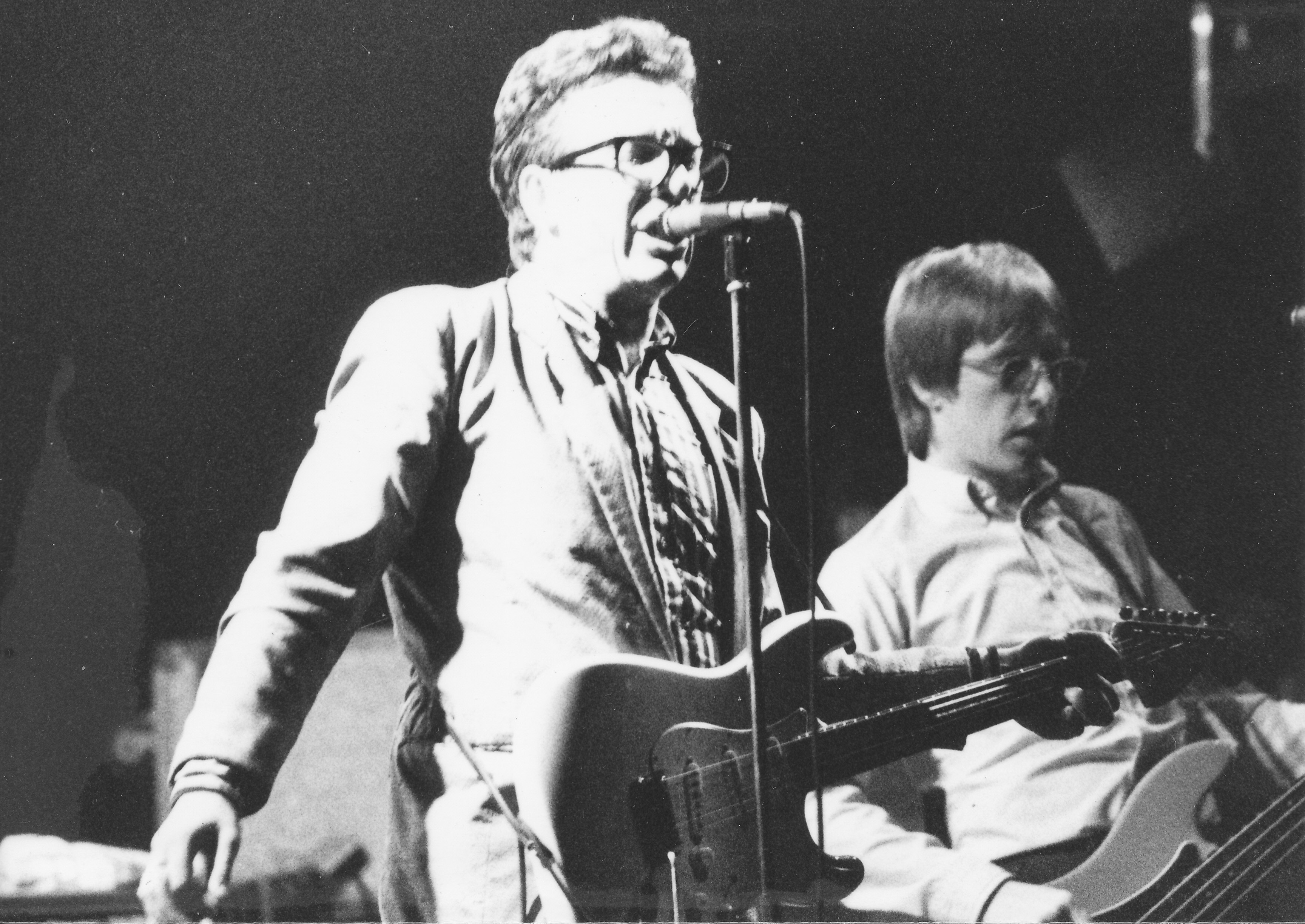
Elvis Costello (1980)

Imperial Bedroom (Kaiserliches Schlafzimmer) ist das siebte Studioalbum des englischen Singer-Songwriters Elvis Costello. Es wurde am 2. Juli 1982 veröffentlicht. Die Aufnahmen fanden von Ende 1981 bis Anfang 1982 statt. Auf dem Album, das den Schwerpunkt auf Studioexperimente legte, setzte die Gruppe ungewöhnliche Instrumente ein, darunter Cembalo, Akkordeon und von Steve Nieve arrangierte Streicher.

## Stil
Imperial Bedroom bedient sich einer Vielzahl von Popstilen, die New Wave, Barock-Pop und Art-Rock verkörpern, und weist eine aufwändige Produktion auf, die einige Kommentatoren mit den Beatles und Phil Spectors Wall of Sound verglichen. In den Texten geht es vor allem um Liebe und Beziehungen, mit Einblicken in die emotionalen Probleme des Einzelnen. Chris Difford von Squeeze hat den Text für Boy With a Problem mitgeschrieben.

## Hintergrund
Bis 1981 hatte Elvis Costello in vier Jahren sechs Studioalben veröffentlicht. Nach der Veröffentlichung seines Country-Cover-Albums Almost Blue (1981) sah sich der Künstler mit abnehmender Popularität konfrontiert, insbesondere in Amerika, wo Trust (1981) und die Kompilation Taking Liberties (1980) nur die Top 30 erreicht hatten; Armed Forces (1979) und Get Happy!! (1980) erreichten beide Nummer zwei. Mit Get Happy!!, Trust und Almost Blue hatte er musikalisch experimentiert und begonnen, mehr introspektive Texte zu schreiben als das zornige Material seiner ersten drei Alben. Die schwächeren kommerziellen Ergebnisse dieser Projekte veranlassten ihn jedoch, für sein nächstes Album eine neue Richtung einzuschlagen.
Costellos anfängliche Vision für sein siebtes Studioprojekt war es, das meiste davon live mit minimalen Overdubs aufzunehmen. Er und seine Begleitband The Attractions verbrachten zwei Wochen damit, das Material in einem abgelegenen College in Devon zu proben, was zu einem Acht-Spur-Album führte. Costello entschied sich schließlich für intensive Studioexperimente, als er fand, dass das Material Trust zu ähnlich klang.
Das Gemälde auf dem Schallplattencover stammt von Barney Bubbles und ist eine Persiflage von Drei Musiker (Pablo Picasso).
Imperial Bedroom wurde mit dem Slogan "Masterpiece?" beworben und erreichte Platz 6 in Großbritannien und Platz 30 in den USA. Die Singles You Little Fool und Man Out of Time erreichten in UK nicht die Top 50. Das Album wurde von der Musikkritik mit großem Beifall aufgenommen und gilt bis heute als eines von Costellos besten Werken. Die Kritiker lobten das Songwriting, die Produktion, die Instrumentierung und die Darbietungen, obwohl die Komplexität des Albums die Meinungen spaltete. Imperial Bedroom wurde in mehreren Best-of-Listen aufgeführt und mehrfach mit Bonustracks neu aufgelegt. Bei der Pazz & Jop-Kritikerumfrage von The Village Voice belegte es 1982 den ersten Platz.

## Titelliste
Alle Songs wurden von Elvis Costello geschrieben, sofern nicht anders angegeben.
Seite 1
1. Beyond Belief – 2:34
2. Tears Before Bedtime – 3:02
3. Shabby Doll – 4:48
4. The Long Honeymoon – 4:15
5. Man Out of Time – 5:26
6. Almost Blue – 2:50
7. ...And in Every Home – 3:23

Seite 2
1. The Loved Ones – 2:48
2. Human Hands – 2:43
3. Kid About It – 2:45
4. Little Savage – 2:37
5. Boy With a Problem (Costello, Chris Difford) – 2:12
6. Pidgin English – 3:58
7. You Little Fool – 3:11
8. Town Cryer – 4:16

## Besetzung
- Elvis Costello – Gesang, Gitarre, Piano
- Steve Nieve – Piano, Orgel, Orchestrierung, Cembalo, Akkordeon, Gitarre auf Tears Before Bedtime
- Bruce Thomas – Bass
- Pete Thomas – Schlagzeug